# سيلينا سكوت
سيلينا سكوت (بالإنجليزية: Selina Scott)‏ هي صحفية بريطانية، ولدت في 13 مايو 1951 في سكاربورو في المملكة المتحدة.

## وصلات خارجية
- سيلينا سكوت على موقع IMDb (الإنجليزية)
- سيلينا سكوت على موقع قاعدة بيانات الفيلم (الإنجليزية)